# Vironniemi
Vironniemi (svensk: Estnäs) er et distrikt i Helsinkis sydlige stordistrikt. Det udgør hovedparten af byens centrum og er hjemsted for adskillige vigtige bygninger. I Vironniemi finder man bl.a. Præsidentslottet, Senatstorvet, Helsinki Domkirke, Uspenskijkatedralen og Finlands Bank.
Vironniemi er også hjemsted for Helsinki Universitets hovedbygning, Helsinki Rådhus, Helsinki Hovedbanegård og Helsinki Hovedpostkontor. Mange banker og firmaer har deres hovedkontorer i Vironniemi, og distriktet huser også stormagasinerne Sokos og Stockmann, samt Nordens største avis, Helsingin Sanomat. I Vironniemi finder man også Finlands vigtigste kulturinstitutioner, heriblandt Finlands Nationalbibliotek, Finlands Nationalteater, Ateneum, Kiasma og Helsinki Musikhus.
Vironniemi består af tre bydele:
- Kruununhaka (svensk: Kronohagen)
- Kluuvi (svensk: Gloet)
- Katajanokka (svensk: Skatudden)

Vironniemi grænser op til Kaartinkaupunki (svensk: Gardesstaden) i Ullanlinna-distriktet (svensk: Ulrikasborg) mod syd, Kamppi (svensk: Kampen) og Etu-Töölö (svensk: Främre Tölö) i Kampinmalmi-distriktet (svensk: Kampmalmen) mod vest, Siltasaari (svensk: Broholmen) i Kallio-distriktet (svensk: Berghäll) mod nord, og Sörnäinen (svensk: Sörnäs) i Kallio-distriktet mod øst.
Vironniemi har et areal på 2,04 km2 og et indbyggertal på 12.218 (2014). 80 % af distriktets lejligheder er fra før 1960, mens 10 % blev opført i 1980'erne. Vironniemi er det mest veluddannede af Helsinkis 34 distrikter: 36,4 % af distriktets indbyggere har en universitetsgrad. Ca. 10 % af Vironniemis indbyggere taler finlandssvensk, hvilket er flere end i resten af byen.
Vironniemi er endestation for mange sporvogns-, bus-, tog- og færgelinjer. Metrostationerne Hovedbanegården (finsk: Rautatitentorin metroasema; svensk: Järnvägstorgets metrostration) og Helsinki Universitet (finsk: Helsingin yliopisto; svensk: Helsingfors universitet) ligger i Vironniemi.